# Bondari, Bahmaci
Bondari (în ucraineană Бондарі) este un sat în comuna Matiivka din raionul Bahmaci, regiunea Cernihiv, Ucraina.

## Demografie
Componența lingvistică a localității Bondari
     Ucraineană (100%)
Conform recensământului din 2001, toată populația localității Bondari era vorbitoare de ucraineană (100%).